# Serge Crèvecœur
Pour les articles homonymes, voir Crèvecœur.
Serge Crèvecœur, né le 1er octobre 1971 à Ixelles (Bruxelles), est un entraîneur belge de basket-ball. 
Ancien joueur amateur dans les divisions inférieures belges, il entame ensuite une carrière d'entraîneur progressive. Il gravit les échelons du basket belge avec divers clubs, des championnats provinciaux jusqu’à la première division nationale, où il devient un figure importante de l'Excelsior Bruxelles. Il connaît trois brèves expériences en France. Il est à nouveau entraîneur du Brussels Basketball (Excelsior) depuis 2023 en BNXT League.

## Biographie
Serge Crèvecœur né à Ixelles, est le fils de Guy Crèvecœur, ancien entraineur professionnel de basket-ball.
À 12 ans, il part en stage aux Wildcats du Kentucky aux États-Unis avec son petit frère avant d'intégrer l'AS Rixensart peu de temps après. En 1988, il rejoint l'équipe première de Rixensart dirigée par son père Guy en troisième division. Dès l'adolescence, Crèvecoeur embrasse le rôle d'entraîneur, dirigeant les équipes juniors de Cuesmes et de Mazy notamment. 
Diplômé de la Solvay Business School en 1994 en tant qu'ingénieur commercial, il travaille dans le domaine bancaire par la suite. 
En 2006, Crèvecœur quitte son poste au Lintouth BC et devient entraîneur du BC Sombreffe, avec lequel il décroche le titre de champion régional de Wallonie-Bruxelles et accède ainsi à la troisième division nationale belge pour la saison 2006-2007.
En 2008, à 37 ans, il devient l'entraîneur de l'Excelsior Bruxelles qui évolue en 3e division. Il devient également responsable marketing et sponsoring au sein du club. Il est promu en 2e division en 2009. En avril 2013, le Brussels obtient sa licence pour jouer en première division malgré une 9e place en deuxième division,. Avec la venue de Basic-Fit en tant que sponsor principal le club se renomme Basic-Fit Brussels Basketball en 2013. Il finit les deux premières saisons du championnat en bas du tableau et ne se qualifie pas pour les play-offs. Il ne réussit pas non plus d'exploit en Coupe de Belgique.
Lors de la saison 2015-2016, il réussit à se qualifier pour les play-offs en finissant 6e de la phase régulière. En play-offs, son équipe se défait du Spirou, 2e de la phase régulière, en quarts de finale, avant de se faire éliminer en demi-finale par l'Okapi sur le score de 3-2.
Lors de la saison régulière 2016-2017, il mène le Brussels à une 3e place historique. En play-offs il bat d'abord le Limburg United en quarts puis les Giants en demi-finale, se qualifiant ainsi pour la finale contre Ostende. Il s'incline finalement 3-1 et devient donc vice-champion de Belgique. En coupe de Belgique il se fait éliminer en demi-finale par Ostende. À l'issue de la saison, il est nommé pour le titre d'entraîneur de l'année, mais termine deuxième derrière Dario Gjergja.
Les rumeurs se confirment et Serge Crèvecœur devient officiellement l'entraîneur de Pau-Lacq-Orthez le 27 juin 2017,. Dans un entretien il dit avoir « beaucoup d'appréhension » par rapport à cette nouvelle étape et même de se « mettre en danger ». Après de bons débuts en championnat, il s'éloigne des places pour les play-offs. En janvier 2018 il demande à sa direction de quitter le club. Le 1er février 2018 il est officiellement démis de ses fonctions.
Le 3 avril 2018, il est annoncé de retour au Brussels. Il remplace son ancien assistant Laurent Monier qui avait pris les commandes pour la saison 2017-2018, qui redeviens son assistant. Il s'engage pour plusieurs années en devenant également directeur général du club. Il dit avoir retrouvé le plaisir d'entrainer, ce qui se reflète dans les résultats, puisque son équipe finit 4e du classement et se hisse jusqu'en demi-finale des play-offs. Plus tôt dans l'année il accède également aux demi-finales en coupe de Belgique où il échoue face aux Giants, futur vainqueur de la coupe.
La saison 2019-2020 s'avère plus compliquée sur le plan sportif. En janvier 2020, il fait savoir à son équipe et au club qu'il quitte le Brussels en fin de saison à cause d'une fatigue mentale de sa part. Il quitte finalement le club déjà en février et se fait remplacer par son assistant Monier.
Il rejoint le BCM Gravelines Dunkerque le 17 février 2020 et remplace Éric Bartecheky. Il signe pour trois mois avec comme but de sauver le club de la relégation en Pro B. Il dispute deux matches avant que le championnat ne soit annulé en mars 2020. À la suite de l'annulation le club est maintenu pour la saison suivante et il prolonge son contrat de deux ans en juillet 2020. Il est licencié le 3 mai 2021 alors qu'il n'a qu'une victoire d'avance sur la zone relégable.
En juin 2021, il rejoint l'ESSM Le Portel. Il quitte le club d'un commun accord en janvier 2022 alors qu'il est dernier du championnat. Il dit avoir mal vécu la rupture de contrat parce qu'il estime ne pas avoir reçu assez de confiance et de temps de la part de ses dirigeants.
Son retour au Brussels est annoncé en mars 2023 où il prend officiellement ses fonctions d'entraîneur le 1er juin. Il remplace Jean-Marc Jaumin en tant qu'entraîneur mais devient également directeur général en remplaçant Nikkel Kebsi. Considérant sa première saison de retour comme une saison de transition, il procède à un remaniement important de l’effectif tout en conservant certains joueurs cadres. Malgré un bon début de saison il ne parvient ni à se qualifier pour les play-offs ni à se distinguer en Coupe.

### Équipe de Belgique
Le 3 avril 2017, Crèvecœur intègre le staff d'Eddy Casteels chez les Belgian Lions en tant qu'adjoint. Aux côtés des adjoints Thierry Declercq et Roel Moors il participe à l'Eurobasket 2017. À la suite de la nomination de Dario Gjergja comme nouveau sélectionneur des Belgian Lions en juillet 2018, Crèvecoeur décide de quitter le staff et de se concentrer sur sa saison à venir avec le Brussels.

## Palmarès
|  |  | BC Sombreffe Championnat de Wallonie-Bruxelles - Champion : 2006 |  | Brussels Basketball Championnat de Belgique - Vice-champion : 2017 |